# Лузік Ельвіра Василівна
Лузік Ельвіра Василівна — кандидат фізико-математичних наук, професор, доктор педагогічних наук, завідувач кафедри педагогіки та психології професійної освіти Факультету лінгвістики та соціальних комунікацій Національного авіаційного університету.

## Біографія
Народилася 11 серпня 1941 року у м. Ленінськ-Кузнецький Кемеровської області (Росія).
У 1963 році закінчила механіко-математичний факультет Київського державного університету ім. Т. Шевченка за спеціальністю «Механіка».
У 1963 р. працювала інженером-програмістом в РВС-1 п/с 153 (м. Київ).
З 1963 по 1966 рр. — аспірант Київського державного університету ім. Т. Г. Шевченка.
У 1966-1977 рр. — асистент кафедри теоретичної механіки Київського інженерно-будівельного інституту.
З 1977 р. працює у Київському інституті інженерів цивільної авіації (з 2000 р. — Національний авіаційний університет):
- 1978 −1995 р. доцент;
- 1995-1997 р. докторант;
- 1997-2000 р. професор кафедри теоретичної механіки;
- 2000-2004 р. завідувач кафедри педагогіки та психології професійної освіти;
- 2004-2008 р. завідувач кафедри педагогіки;
- з 2008 р. завідувач кафедри педагогіки та психології професійної освіти.

## Наукові досягнення
Наукові дослідження Лузік Е. В. пов'язані з теоретичним та методологічним обґрунтуванням вдосконалення системи вищої технічної освіти, що відповідає основним стандартам Європейської вищої школи. Також вона вперше сформулювала та математично довела оптимальність структури підготовки фахівця вищого технічного навчального закладу, розглядаючи систему вищої освіти як відкриту динамічну синергетичну систему, що підпорядковується основним законам відкритих систем.

Розробила теоретичні засади створення інтегративних курсів як основи оптимальності та гармонійності підготовки фахівців й сформулювала концептуальні підходи до діагностування та моніторингу якості підготовки фахівців технічних університетів.
У 1968 р. захистила дисертацію «Про деякі нелінійні електромеханічні системи з індуктивністю та взаємоіндивідуальністю, що періодично змінюються» на здобуття наукового ступеня кандидата фізико-математичних наук.
У 1997 р. захистила дисертацію «Теорія і методика загальнонаукової підготовки в інженерній вищій школі» на здобуття наукового ступеня доктора педагогічних наук за спеціальностями «Професійна педагогіка», «Методика навчання» (спеціальних дисциплін).

## Почесні звання та нагороди
За трудові заслуги в інноваційних технологіях педагогічної діяльності має наступні нагороди та звання:
- Медаль «Ветеран праці» від 29 січня 1988 р.,
- International Medal of vision. від 17 листопада 2000 р.,
- Знак «Відмінник освіти України» від 10 серпня 2001 р., No 599 — к ,
- Медаль НАУ «За сумлінну працю» від 29 серпня 2003 р., No 012,
- Почесне звання «Заслужений працівник освіти України» від 29 вересня 2003 р., No 1118,
- Дійсний член (академік) Міжнародної Академії безпеки життєдіяльності від 18 лютого 2005 р., No00183

## Наукова робота
Лузік Е. В. — автор понад 170 наукових праць.
Основні опубліковані праці:
1. Лузік Е. В., Мигович О. М. Основи математичного моделювання в психології. Кредитно-модульна система. Навчальний посібник. — К.: НАУ, 2006–196 с.[3]
2. Лузік Е. К., Артюшин Г. М. Особливості організації навчального процесу у ВВНЗ України в умовах Болонського процесу. Навчальний посібник — К.: Наук. видавничий відділ НА СБ України, 2007. — 58 с.[4]
3. Лузік Е. В.,. Кремень В.Г, Андрущенко В. П., Луговий В. І. та ін. Педагогіка вищої школи. Підручник / [В. П. Андрущенко, І. Д. Бех, І. С. Волощук П24 та ін.]; за ред. В. Г. Кременя, В. П. Андрущенка, В. І. Лугового.- К.: Педагогічна думка. — 2008. — 256 с.
4. Лузік Е..В., Євтух М. Б., Дибкова Л. М. Інноваційні методи оцінювання навчальних досягнень. Монографія. — К. : КНЕУ, 2010. — 248, [8] с.[5]
5. Лузік Е. В., Артюшин Г. М., Кущов Н. Г. Методика оцінювання успішної навчальної діяльності слухачів у вищих навчальних закладах (суб'єктно-діяльнісний компетентнісний підходи). Навчальний посібник. За заг. ред. В. В. Ягупова: — К. : ВДА, 2010. — 256 с.
6. Лузік Е. В., Евтух М. Б., Кулик М. С. Ільїна Т. В. Математичне моделювання в психологічних та соціологічних дослідженнях. Підручник. — К. ТОВ «Інформаційні системи», 2012. — 428 с.[6]